# موریس آوسلندر
موریس آوسلندر (به انگلیسی: Maurice Auslander) (زاده ۳ اوت ۱۹۲۶ در بروکلین-درگذشته ۱۸ نوامبر ۱۹۹۴ در تروندهایم) ریاضیدان اهل ایالات متحده آمریکا بود. زمینه کاری آسلندر جبر و به ویژه جبر جابجایی بود. برای نمونه، او در همکاری با دیوید بوکسباوم فرمول نامبردار به فرمول آوسلندرـ بوکسباوم و نیز قضیه آوسلندرـ بوکسباوم را به اثبات رسانید. از شاگردان او میتوان لوسین اسپیرو را نام برد.